# Rachel Wiberg
Rachel Kasdan-Wiberg, född Kasdan 20 november 1915 i Stockholm, död där 24 juli 2009, var en svensk konstnär, tecknare och grafiker.
Hon var dotter till bokhandlaren Isak Moritz Kasdan och Annette Kristina Lindberg och från 1938 gift med Gösta Wiberg (1900–1971). Hon studerade vid Högre konstindustriella skolan 1933–1936 och vid Konsthögskolan i Stockholm 1936–1943 samt under studieresor till bland annat Danmark, Frankrike, Italien och Spanien. Tillsammans med sin man ställde hon ut i Södertälje 1946 och har därefter ställt ur separat i bland annat Katrineholm, Skellefteå, Stockholm och på Kalmar konstmuseum. Hon medverkade ett flertal gånger i Nationalmuseums utställning Unga tecknare och i Sveriges allmänna konstförenings utställningar sedan 1945. Hennes konst består av stilleben, stadsmotiv, figurmålningar och landskap från Sydeuropa i olja, pastell samt akvarell. Vid sidan av sitt eget skapande var hon verksam som bokillustratör. Kasdan-Wiberg är representerad vid Stockholms stadsmuseum och Stockholms stadshus.